# New York Tribune
Die New York Tribune (bis 1914: New-York Tribune) war eine der führenden und einflussreichsten Zeitungen in den Vereinigten Staaten. Sie wurde von Horace Greeley (1811–1872) am 10. April 1841 in New York gegründet und bestand unter diesem Namen bis 1924; von 1842 bis 1866 erschien sie als New-York Daily Tribune. Unter dem Namen New York Herald Tribune existierte sie bis 1966 weiter.

## Die New-York Tribune unter Horace Greeley (1841–1872)

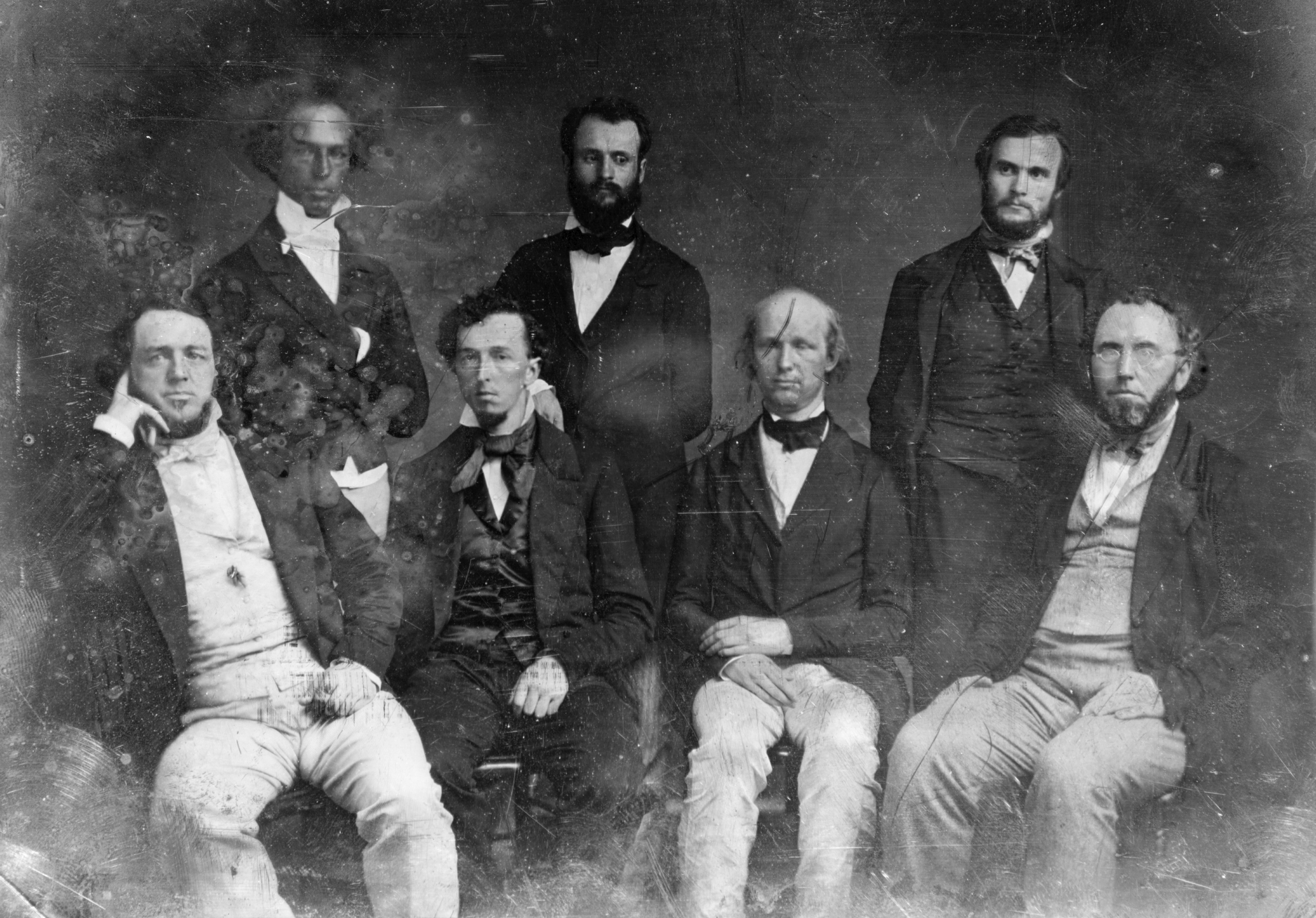
Redaktionsstab der New-York Tribune, etwa 1850. Sitzend von links: George M. Snow, Bayard Taylor, Horace Greeley, George Ripley, stehend von links: William Henry Fry, Charles Anderson Dana, Henry J. Raymond

Die Tribune wurde von Greeley konzipiert, um dem Publikum eine seiner Meinung nach geradlinige, vertrauenswürdige Nachrichtenquelle zu bieten und einen Gegenpol zum Sensationsjournalismus der damals erfolgreichen Zeitungen wie der New York Sun oder dem New York Herald bilden. Obgleich als der am wenigsten anfällige Parteigänger unter den führenden Zeitungen betrachtet, spiegelte die Tribune doch einige von Greeleys idealistischen Ansichten wider.
Nach der Gründung wurde die New-York Tribune rasch ein Erfolg und hatte bald zehntausende Leser in den ganzen USA, auch weil sie als führendes Blatt der Whig Party in New York City galt. Greeley war Herausgeber der Zeitung für den Rest seines Lebens und nutzte sie als Plattform für alle seine Angelegenheiten.
Der Erfolg der Tribune basierte auf ihren umfangreichen Nachrichtenstorys, ihren Journalisten, seinem Feuilleton und renommierter Korrespondenten wie Ferenc Pulszky, Karl Marx, Friedrich Engels oder Adam Gurowski. Der Historiker Allan Nevins erklärte das Aufblühen der Zeitung in seinem Werk Dictionary of American Biography (1931) so:

„Die Tribune setzte einen neuen Standard im amerikanischen Journalismus mit seiner Kombination geballter Nachrichten, guten Geschmacks, hoher Moralstandards und intellektuellem Anspruch. Polizeiberichte, Skandale, zweifelhafte medizinische Reklameanzeigen und oberflächliche Personennachrichten waren von ihren Seiten verbannt, die Leitartikel waren markig aber gewöhnlich gemäßigt, die politischen Meldungen waren die genauesten der Stadt, Bücherberichte und Buchauszüge waren zahlreich und als eingefleischter Dozent räumte Greeley großzügig Vorträgen breiten Raum ein. Das Blatt wirkte anziehend auf solide und gedankenvolle Leute.“

Richard Hoes 6-Zylinder-Druckerpresse

Als die neue Republikanische Partei 1854 gegründet wurde, machte Greeley das Blatt zu deren inoffiziellem nationalen Organ und kämpfte gegen die Sklaverei. Am Vorabend des Bürgerkrieges wurden von der Tribune landesweit 300.000 Exemplare verbreitet.
Aufgrund der Zunahme der ehemals europäischen Leserschaft auf dem „neuen Kontinent“ nach dem Revolutionsjahr 1848 wurde journalistischer Kontakt dorthin gesucht. Dazu wurde unter anderen auch Karl Marx als Londoner Korrespondent für die New-York Daily Tribune verpflichtet. Von 1852/53 bis 1857 und von 1859 bis 1862 arbeitete Marx für die Tribune. Wenn es um militärische Themen ging, wie zum Beispiel den Krimkrieg, schrieb sein enger Freund und Arbeitspartner Friedrich Engels die Artikel für ihn.
Mit der Parteinahme für Jefferson Davis 1867 verstimmte Greeleys viele Leser, wodurch die Tribune etwa die Hälfte ihrer Abonnenten verlor.

## Weiterführung, Umbenennung und Ende (1872–1966)
Nachdem Greeley 1872 gestorben war und Whitelaw Reid die Nachfolge angetreten hatte, wurde die Tribune eine der landesweit führenden republikanischen Tageszeitungen. Nach Reid übernahm dessen Sohn Ogden Reid die Zeitung. Er übernahm 1924 den New York Herald legte ihn mit der Tribune zur New York Herald Tribune zusammen.
Die Herald Tribune entwickelte sich zur Stimme des moderaten Republikanismus und galt in den kommenden vier Jahrzehnten als Inbegriff des kompetenten Journalismus. Neben ihrer Typografie galten die hohe Qualität der Beiträge, die Berichterstattung aus Washington und dem Ausland sowie die politischen Kolumnisten als herausragende Merkmale der Zeitung.
Sie verfügte über einige der besten Reporter im Zeitungswesen mit Joseph Fels Barnes, Homer Bigart, Russell Hill, Joseph Driscoll, Joseph Mitchell, Tom Wolfe sowie über hochangesehene politische Kolumnisten wie Walter Lippmann, David Lawrence, Joseph Alsop und Roscoe Drummond. Nach Ogden Mills Reids Tod 1947 sank die Auflage stetig und die Zeitung musste zahlreiche finanzielle Rückschläge hinnehmen.
1961 wurde der Medienunternehmer John Hay Whitney Mehrheitsgesellschafter, Herausgeber und Editor-in-Chief und investierte 40 Millionen US-Dollar, um die Zeitung wieder auf Erfolgskurs zu bringen. Fünf Jahre später verlor die Herald Tribune ihre Selbstständigkeit. Die letzte Ausgabe erschien 24. April 1966. Zusammen mit den ebenfalls angeschlagenen New Yorker Zeitungen Journal American und World Telegram and the Sun fusionierte die Tribune zur World Journal Tribune. Doch auch diese Zeitung stand unter keinem guten Stern. Nach einem längeren Streik erschien die erste Ausgabe am 12. September 1966. Knapp acht Monate später wurde die World Journal Tribune am 5. Mai 1967 eingestellt.